# Hans Christian Svane Hansen

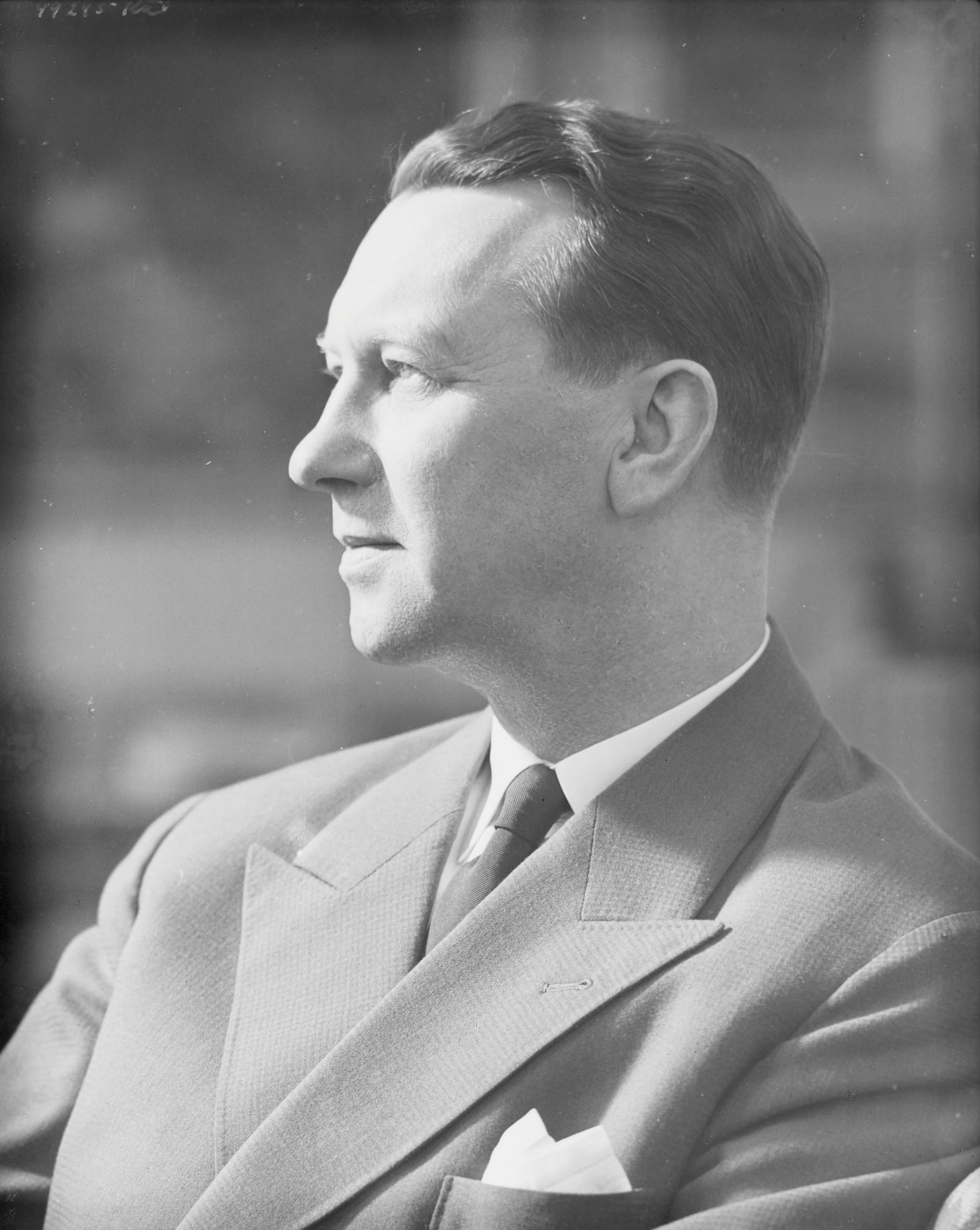
Hans Christian Svane Hansen

Hans Christian Svane Hansen (* 8. November 1906 in Aarhus; † 19. Februar 1960 in Kopenhagen) war ein sozialdemokratischer dänischer Politiker und von 1955 bis 1960 Ministerpräsident. Zuvor war er Finanz- und Außenminister gewesen. Als Ministerpräsident unterstanden ihm die Kabinette Hansen I und Hansen II.

## Leben

### Frühe Jahre
Hansen lernte Buchdrucker und war schon früh in der dänischen Gewerkschaftsarbeit aktiv. Im Jahre 1929 wurde er Sekretär der Jugendorganisation der dänischen Sozialdemokraten und im Jahr 1933 deren Vorsitzender. Im Jahr 1936 wurde er ins Folketing, das dänische Parlament, gewählt. Nach der deutschen Besetzung Dänemarks ging er in den Untergrund und gab dort eine Zeitung heraus.

### Mutmaßliche Spionagetätigkeit
Zwischen 1943 und 1946 soll H.C. Hansen als Agent für die USA tätig gewesen sein, um Informationen u. a. über dänische Handelsabkommen mit der Sowjetunion und über die dänische Zusammenarbeit mit den Deutschen während des Krieges zu liefern.

### Zeit als Spitzenpolitiker
Bereits in der ersten dänischen Nachkriegsregierung bekleidete er vom 5. Mai bis zum 7. November 1945 das Amt des Finanzministers. Dasselbe Amt übte er nochmals vom 13. November 1947 bis zum 16. September 1950 aus (dazwischen war Thorkil Kristensen von der Venstre). In der Regierung von Ministerpräsident Hans Hedtoft war Hansen von 1953 bis 1958 dänischer Außenminister. Nach dem überraschenden Tod des Regierungschefs übernahm er am 1. Februar 1955 das Amt des Ministerpräsidenten. Im selben Jahr wurde er auch noch Parteipräsident der dänischen Sozialdemokraten.
Hansen wollte eigentlich sein Land in die gerade gegründete Europäische Wirtschaftsgemeinschaft führen; doch da die anderen skandinavischen Staaten kein Interesse an der EWG hatten, wurde Dänemark Mitglied im Nordischen Rat und in der Europäischen Freihandelsassoziation.
Bis zu seinem Tod durch ein Krebsleiden blieb Hansen Ministerpräsident und Parteipräsident der dänischen Sozialdemokraten.